# Pocieszna Górka
Pocieszna Górka – część wsi Trzepnica w Polsce, w województwie łódzkim, w powiecie piotrkowskim, w gminie Łęki Szlacheckie. Znajduje się tu Sanktuarium Matki Bożej Pocieszenia. 